# Amt Blankenberg

Kartenausschnitt von Müffling 1815 Preußen

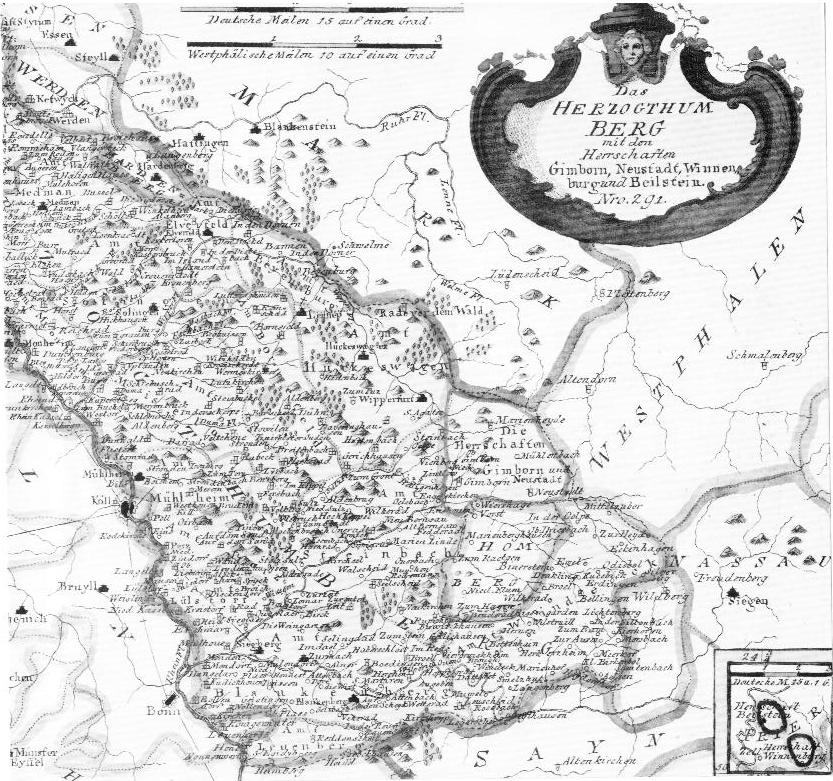
Die Ämter des Herzogtums

Das Amt Blankenberg war eine Verwaltungseinheit des Herzogtums Berg.
Das Land Blankenberg, das Graf Gottfried II. von Heinsberg 1363 an Graf Wilhelm II. von Berg verpfändet und nicht eingelöst hatte, kam dadurch in den Besitz des Grafen von Berg, der 1380 die Herzogswürde erhielt. Das Amt Blankenberg blieb bis zu seiner Auflösung 1806 beim Herzogtum Berg.

## Amtsbezirk
Vor Einführung der jülich-bergischen Gerichtsordnung wurden durch eine Erkundigungs-Kommission herzoglicher Kommissare am 15. Mai 1555 im Amtsgebiet folgende Gerichte erfasst:

### Stadt- und Landgerichte
- Stadt Blankenberg mit Stadtrecht

- Dingstühle mit Landrecht

Geistingen, Neunkirchen, Eitorf, Uckerath, Winterscheid, Birk oder Lohmar, Honrath
- Dondorf genannt das Eigen mit besonderen Rechten.

- Dingstühle Troisdorf und Wolsdorf der Vogtei Siegburg

Jedes der 7 Landgerichte hatte 12 Schöffen, einen Dinger (Richter) und einen Gerichtsschreiber genannt Landschreiber. Jedes Landgericht bildete einen aus Honschaften bestehenden Verwaltungsbezirk.
Nach der Erkundung wurde am 12. Juni 1555 eine neue jülich-bergische Gerichtsordnung eingeführt. An der Spitze der Gerichte stand das Landesherrliche Hofgericht, das für alle Appellationen zuständig war. Die Kompetenzen der Stadt- und Landgerichte wurden festgelegt. Sie waren zuständig für Zivil- und Kriminalangelegenheiten und übten die Blutgerichtsbarkeit aus.
Im Amte Blankenberg wurden die Gerichte im Stadtgericht Blankenberg und in 3 Landgerichten zusammengefasst.
- Stadtgericht Blankenberg mit den Burgbanndörfern, dem Gericht Dondorf (2 Honschaften) und dem Gericht Uckerath (5 Honschaften)

- Landgericht Geistingen (9 Honschaften), Stieldorf (4 Honschaften), Oberpleis (6 Honschaften), Niederpleis und Menden (8 Honschaften)

- Landgericht Neunkirchen (8 Honschaften), Lohmar (4 Honschaften). Honrath-Wahlscheid (6 Honschaften), Winterscheid (3 Honschaften)

- Landgericht Eitorf (11 Honschaften), Herchen (3 Honschaften) und Ruppichteroth (5 Honschaften)

Die Hauptorte waren Kirchspiele, von denen Geistingen ein Kirchspiel mit zwei Kapellen in Hennef und Süchterscheid war. Neunkirchen war ein Kirchspiel mit der Kapelle Seelscheid, das Kirchspiel Lohmar besaß eine Kapelle in Birk.
- Die Dingstühle der Vogtei Siegburg (Troisdorf und Wolsdorf), die aus zwei Honschaften bestanden, wurden zusammengelegt.

Die Zugehörigkeit der Vogtei Siegburg zum Amte Blankenberg war lange Zeit zwischen dem Herzog von Jülich-Berg und der Abtei Siegburg strittig. Die Vogtei gehörte zum Herrschaftsbereich des Abtes von Siegburg, doch Vogt war der Herzog von Berg, vertreten durch einen Untervogt, der Vogt genannt wurde und die Interessen des Herzogs vertrat. Erst 1601 gelang es dem Herzog in einen Vergleich mit dem Abt, die Blutgerichtsbarkeit an sich zu ziehen und dadurch die Vogtei aus dem Herrschaftsbereich des Abtes herauszulösen. Seitdem gehörte die Vogtei zum Amt Blankenberg.
- Das Freigericht Happerschoß war besetzt mit Schultheiß und acht Schöffen. Es entschied über Güter innerhalb des Gerichtsbezirkes. Kriminalfälle gingen an das Hochgericht zu Geistingen, Appelation an das Gericht des Landesherrn.[4]

### Hofgerichte
Bei den Erkundigungen 1555 wurden auch die Hofgerichte aufgezeichnet. Im Amte Blankenberg bestanden 12 geistliche Gerichte und 20 adelige Gerichte, davon waren vier Vogtgerichte des Landesherrn, ferner bestanden zwei landesherrliche Hofgerichte in Eitorf und in Attenbach. Die Fronhöfe von St. Cassius in Lohmar und der Mönchhof des Klosters Meer in Wahlscheid waren Diensthöfe des Landesherrn. Den größten geistlichen Besitz hatte der Abt von Siegburg, der 3 Höfe mit Hofgericht besaß. Auch der Propst von Oberpleis hatte ein großes Hofgericht in Oberpleis. Unter den Adeligen gehörte Bertram von Nesselrode zu Stein, der drei Höfe mit Hofgericht besaß, zu den größten Landbesitzern.

## Amtssitz

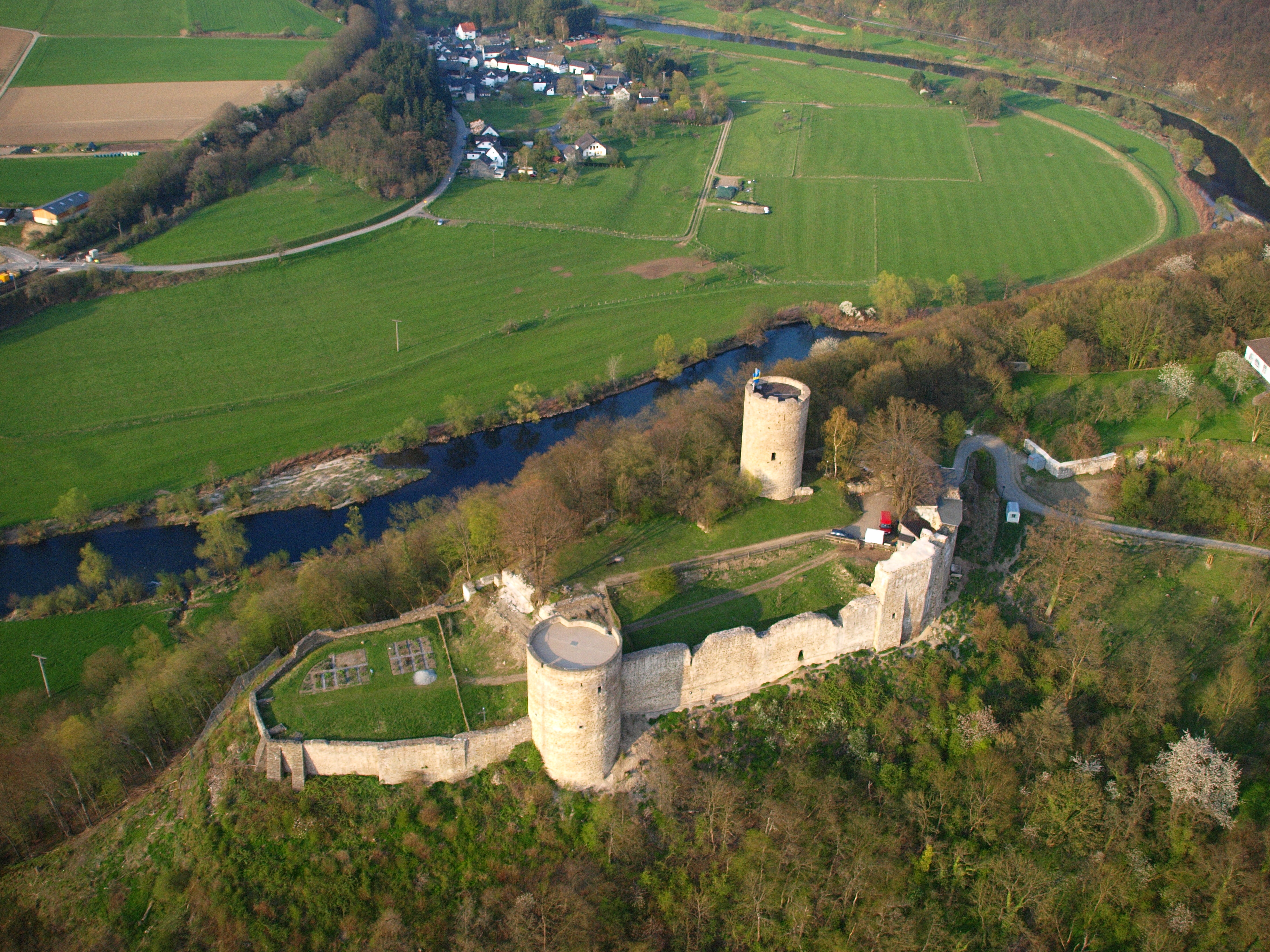
Stadt Blankenberg, Luftaufnahme aus südöstlicher Richtung

Nach dem Übergang an die Grafen von Berg 1363 wurde die Stadt Blankenberg Zentrale des Amtes Blankenberg. Zum Amtssitz wurde die im 12. Jahrhundert durch die Grafen von Sayn hoch über dem Siegtal erbaute Burganlage (1181 als castrum bezeichnet) mit einer zur Burg gehörenden in Altstadt und Neustadt geteilten Siedlung, der Graf Heinrich von Sayn und Gräfin Mechthild von Sayn 1245 städtische Privilegien verliehen hatten. In Gebäuden auf dem Burggelände wohnten der Amtmann, der Landdinger und der Kellner (Rentmeister).

## Verwaltung des Amtes

### Aufgaben des Amtmanns
An der Spitze des Amtes (officium) stand der Amtmann (officiatus) als Vertreter des Landesherrn, der von diesem ernannt und auf ihn vereidigt wurde.
Seine Aufgabe bestand überwiegend darin,
- Rechte und Gewohnheiten der Einwohner seines Amtsbezirkes zu achten und zu schützen,

- die landesherrlichen Rechte zu wahren und keine Herrschaften zu dulden, die Rechte des Landesherrn schmälern,

- für die äußere Sicherheit zu sorgen,

- bei Gericht für Recht und Ordnung zu sorgen

- die landesherrlichen Güter und Einkünfte zu verwalten.[7]

### Aufgaben des Kellners
Schon Ende des 14. Jahrhunderts entfielen einige der ursprünglichen Aufgaben des Amtmanns. Ein vom Landesherrn eingesetzter Kellner (celerarius) oder Rentmeister verwaltete die landesherrlichen Güter. Er war zuständig für die dem Landesherrn zustehenden Einkünfte in Naturallieferungen und für die Erhebung von Steuern und anderen Geldern. Ferner hatte er die Burginsassen, Besatzung und Gesinde, zu unterhalten.

### Gerichtsbarkeit
Als oberster Gerichtsherr hatte der Amtmann die Aufsicht über die Gerichte, doch entfiel sein Vorsitz bei Gerichtssitzungen seit Ende des 14. Jahrhunderts. In den Landgerichten übernahm ein Richter (Schultheiß), der bei den Gerichtsverhandlungen den Vorsitz führte, diese Aufgabe und übte mit den Schöffen die Gerichtsbarkeit aus. Gerichtsschreiber, auch Landschreiber genannt und Landbote (Gerichtsbote) vervollständigten das Gericht.
Bis 1555 besiegelten die Blankenberger Schöffen auch alle Urkunden der Landgerichte, die erst nach 1555 eigene Siegel erhielten.

### Aufgaben des Landdingers
Alle Gerichte des Amtes standen unter der Aufsicht eines Richters, des Landdingers, der dadurch höchster Gerichtsbeamter im Amte Blankenberg war.
Als Vertreter des Amtmanns übernahm er auch dessen Aufgaben. Vor allem im 18. Jahrhundert besaßen die Landdinger von Proff zu Irnich und Menden eine Position im Amte, die bedeutender war als die des Amtmanns, der im Dienste des Landesherrn an dessen Regierungssitz in Düsseldorf weilte oder sich auf seiner Burg aufhielt und im Amte nicht präsent war.

## Verpfändungen
1372 war das Amt bis zur Einlösung 1377 an Graf Adolf von Kleve verpfändet.
1401 folgte eine Verpfändung an Johann von Loon, Herr zu Heinsberg und Löwenburg. Die folgenden Teilverpfändungen erfolgten wegen der Besitzansprüche anderer Herren, bis Herzog Adolf VII. von Berg 1424 seinen Anteil an Erzbischof Dietrich von Moers weitergab. 1450 verkaufte Herzog Gerhard II. von Berg Burg Stadt und Amt Blankenberg an Erzbischof Dietrich von Moers. Bis zum Rückkauf 1469 war das Amt Blankenberg unter kurkölnischer Herrschaft. Danach blieb das Amt ungeteilt beim Herzogtum Berg.

## Klöster
Innerhalb des Amtes Blankenberg gab es mehrere Klöster, die bis zur Säkularisation im Jahre 1803 bestanden.
Kloster Seligenthal, Kloster Bödingen, Kloster Zissendorf,
Kloster Merten, das 1582 auch das Kloster Herchen übernommen hatte.

## Herrensitze
Innerhalb des Amtes Blankenberg bestanden außer der Burg Blankenberg die Adelssitze Burg Welterode, Burg Merten, Haus Attenbach, Schloss Allner, Burg Herrnstein, Burg Honrath, Burg Lohmar, Schloss Auel, Haus Sülz, Burg Seelscheid.

## Konfessionelle Änderungen im Amte Blankenberg
Nach der Reformation gab in vielen Orten des Amtes Bestrebungen, die neuen Lehren von Martin Luther oder Johannes Calvin einzuführen. Sie wurden den Pfarrgemeinden durch Prediger nahe gebracht, die diese Lehren im Gottesdienst verkündigten. Bei der Durchsetzung spielte die wechselnde konfessionelle Zugehörigkeit des jülich-bergischen Landesherrn und seine Einstellung zu den reformatorischen Bestrebungen eine wichtige Rolle. Nach einer wohlwollenden Haltung gegenüber der Reformation bis zur Mitte des 16. Jahrhunderts, die das Entstehen neuer Gemeinden in einigen Orten begünstigte wie in Honrath 1552 und Wahlscheid 1558, ließen sich in der folgenden Zeit die inzwischen etablierten Verhältnisse im Kirchspiel Honrath-Wahlscheid nicht mehr ändern. Herzog
Wolfgang Wilhelm von Jülich-Berg, der zum Katholizismus konvertiert war, beteiligte sich an der unter Kurfürst und Erzbischof Ferdinand durchgeführten erfolgreich verlaufenden Rekatholisierung, bei der im Amte Blankenberg Prediger aus den Klöstern Bödingen und Seligenthal sehr aktiv beteiligt waren. Sie erreichte bis Mitte des 17. Jahrhunderts die Festigung der katholischen Lehre in den meisten Pfarreien des Amts. Ausnahmen blieben Honrath, wo die Lehre Luthers 1614 dauerhaft eingeführt wurde, Wahlscheid, das 1643 folgte und 1646 das benachbarte Seelscheid. In diesen Orten bildeten die Lutheraner die Mehrheit. Auch in Ruppichteroth bestand eine starke lutherische Gemeinde, die 1683 für die Gemeinde eine Kirche erbaute. Die Kirche in Seelscheid wurde von Neunkirchen unabhängig und nach Anweisung des Landesherrn seit 1672 als Simultaneum genutzt.
Auch in Blankenberg und Uckerath gab es reformatorische Bestrebungen. Dort waren vor allem calvinistische Prediger aktiv. Seit 1577 gab es in der Stadt Blankenberg eine calvinistische Gemeinde als „heimliche Gemeinde unter dem Kreuz“ und einen calvinistischen Prediger. Nach der Rekatholisierung lösten sich die calvinistischen Gemeinden in Blankenberg und Uckerath auf. Spätestens 1665 war Blankenberg wieder katholisch.

## Verlegung des Amts- und Gerichtssitzes
Nach der zweiten Hälfte des 16. Jahrhunderts begann der Niedergang Blankenbergs. Schon 1440 bestand eine nicht ritterliche Burgbesatzung, die weiter verringert wurde und für eine Verteidigung nicht ausreichte. Gehörten 1440 noch 16 Burgbewohner zur Burgbesatzung, waren es 1510 nur noch 9 und Mitte des 16. Jahrhunderts noch drei (Burggraf, Wächter und Pförtner). In den Kriegen des 17. Jahrhunderts war die Burg mehrmals von Söldnertruppen besetzt. Viele Gebäude wurden ruiniert oder waren Mitte des 17. Jahrhunderts nicht mehr vorhanden.

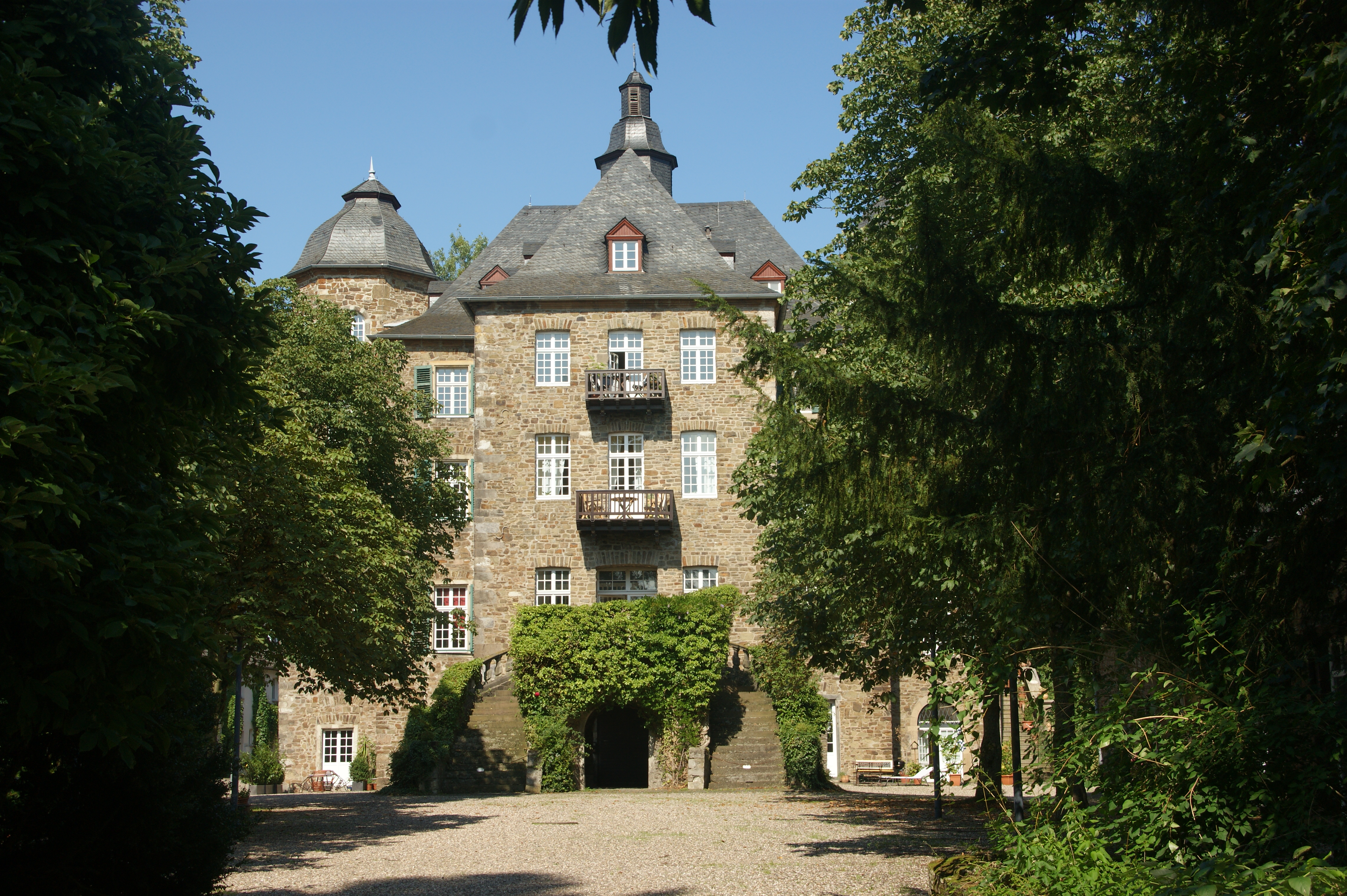
Schloss Allner

Blankenberg verlor seine Bedeutung als Amtssitz, nachdem die Beamten nicht mehr dort wohnten. Neuer Amtssitz wurde bis zum Tode des Amtmanns Johann Walraf Scheiffart von Merode 1694 Schloss Allner, wo auch 1666 die von Herzog Philipp Wilhelm befohlene Erbhuldigung der Untertanen stattfand. Sein Nachfolger Amtmann Johann Friedrich von Schaesberg, der wie viele Amtmänner im Dienste des Landesherrn am Düsseldorfer Hof lebte, ernannte einen Amtsverwalter als Vertreter, der seinen Amtssitz in Warth hatte. Er vertrat bei kleinen Gerichtsfällen auch den Landdinger. 1744 wurden das Stadtgericht Blankenberg und die Landgerichte Eitorf, Geistingen und Neunkirchen zu einem Gericht unter Vorsitz des Landdingers zusammengelegt. Sitz des Gerichtes wurde Warth, einige Jahre später Hennef.

## Liste der Amtmänner
Folgende Amtmänner sind urkundlich belegt:
- 1362–1365: Adolf Kratz, druytzess zo Blanckenberg
- 1377–1384: Dietrich von Markelsbach, drossesse zu Blanckenberg
- 1421: Arnold von Markelsbach genannt Allner
- 1523–1543: Bertram von Lützenrode
- vor 1546: Engelbert von Scheidt genannt Weschpfennig (1546 verstorben)
- 1546: Johann Keygell[18]
- 1568–1576: Heinrich von Binsfeld aus Euskirchen[19] (...verstirbt der Amtmann verheiratet mit Elisabeth von der Horst)
- Um 1581: Wilhelm von Nesselrode
- 1628–1638: Gimbrecht von Gevertshagen
- 1637–1670: Bertram Scheiffart von Merode zu Allner (1637–1645: Amtsverwalter Dietrich von der Horst)

## Liste der Landdinger
- 1433 bis 1434 Johann von Zweiffel
- 1443 bis 1445 Heinrich Hergeselle
- 1446 bis 1464 waren die Landdinger Johann von Eitorf, Klaes von Freusberg und Dietrich von Schall
- 1582 verstarb der Landdinger Volmar von Scheidt genannt Weschpfennig[20]
- 1581–1590 Johannen Katterbach
- Johann Gottfried von Neuhoff genannt Ley. 1660 heiratete Johann Gottfried von Proff Anna Katharina Gertrud von Ley, Tochter des verstorbenen Landdingers Johann Gottfried von Neuhoff genannt Ley. Die Landdinger des Amtes waren von 1660 bis 1799 dann Mitglieder der Familie von Proff zu Irnich.

## Ritterzettel
Nach den Ritterzetteln der bergischen Ritterschaft gab es unter Herzog Gerhard (1440 bis 1475) folgende Ritter im Amt: Rembolt vom Plettenberg, Johann von Spich, Dietrich Stael von Honestein, Johann von Schelte, Alff von Wolkenburg, Franke von Menden, Arndt von Allner, Wilhelm sein Sohn, Rodiger von Kaldenbach, Friedrich von Markelsbach, Philipp Röss, Wilhelm Wynter, Johann von Vunffgelden, Engelbert Weschpfennick, Heinrich von Nederwich, Rotger von Nederwich, Gebrüder Goddart von Plettenberg, Johann von Oyssendorp, Johann Reyffgen Schwager, Philipp von Markelsbach, Reinhart Hoen, Daniel Hoen und Eckart von Durrenbach.
1612 sind die Ritter Amtmann Georg von Heiden, Gerhardt von Metternich zu Oberpleis, Caspar von Selbach genannt Lohe zu Menden, Walraff Scheiffart von Merode von Allner, Hans Scheiffart von Merode zu Berlinghoven, Hein von Hillesheim zu Dhal, Franz von Hatzfeldt zu Merten, Wilhelm von Scheid genannt Weschpfennig im Bruel, N. zu Haus Saurenbach, Gottfried von Scheid genannt Weschpfennig zu Elssfeld, Wilhelm von Nesselrode zu Stein, Wilhelm von Zweivell zu Wissen, Hans Heinrich Meuchen zu Rauenstein, Heinrich von der Havelich zu Lohmar, N. Reven zu Lohmar, Gumbrecht zu Gevertshagen zu Attenbach, Johann Frentz von Lutzenrad zu Auel, Heinrich Luininck zu Honrath, Johann Luininck zu Niederpleis, N. Belbach zu Bülgenauel Erben, N. Gulich Erben zu Dorp, N. zu Haus Welteradt und Dietrich von Mosbach genannt Breidenbach zu Seelscheid benannt.

## Siegel
Das Schöffensiegel des Amtes entsprach dem der Stadt Blankenberg: Die Burg mit zwei Randtürmen und drei erhobenen Türmen in der Mitte, im unteren Teil ein Brustbild auf einem mit vierstrahligen Sternen geschmückten Hintergrund. Nach 1555 galt es nur für das Stadtgericht Blankenberg.
Die drei Landgerichte des Amtes Blankenberg führten nach 1556 eigene Siegel mit einer Abbildung des bergischen Löwen und einem Symbol, das den Bezirk des Landgerichtes charakterisieren sollte. Für Eitorf waren es Eicheln wegen der Wälder, für Geistingen eine Weintraube wegen des Weinbaus und für Neunkirchen Fische wegen des Fischreichtums.